# Normalización (sociología)
La normalización, en sociología, es el proceso por el cual ciertos comportamientos e ideas se hacen considerar "normales" a través de la repetición, la ideología, la propaganda u otros medios, muchas veces llegando a tal punto que son consideradas naturales y se dan por sentado sin cuestionamiento. 
Una de las discusiones más influyentes sobre la normalización se encuentra en el trabajo de Michel Foucault, especialmente en su libro, Vigilar y castigar, en el contexto del poder de la disciplina. Tal y como Foucault usa el término, la normalización implica la construcción de una norma idealizada de conducta, reforzada a través de recompensas hacia quienes se aproximan a esa norma o castigos para aquellos individuos que se desvían de este ideal.
Para Foucault, la normalización es parte del conjunto de tácticas para ejercer el máximo control social con el mínimo gasto de fuerza, a la que llama "poder disciplinario". El poder disciplinario emergió a lo largo del siglo XIX y acabó siendo extensamente utilizado en cuarteles militares, hospitales, manicomios, escuelas, fábricas u oficinas, de manera que se convirtió en un aspecto crucial de la estructura social de las sociedades modernas.